# Karl Mummenthey

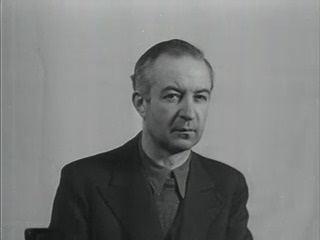
Karl Mummenthey durante os Processos de Guerra de Nuremberg. Fotografia de janeiro de 1947.

Kunz Andreas Emil Karl Mummenthey (Aue, Saxônia, 11 de julho de 1906 – local e data de morte desconhecidos) foi um jurista e Obersturmbannführer da SS alemão. Foi condenado à prisão perpétua no Processo Pohl, pena comutada posteriormente para 20 anos.